# Jessica May
Jessica May est née le 5 décembre 1993 à Paranacity au Brésil, est une actrice.

## Biographie
Jessica May est élevée dans une ferme jusqu’à l’âge de 15 ans. Sa mère est enseignante tandis que son père est agriculteur. Elle a un frère qui étudie la médecine vétérinaire. Jessica a gagné l’école de sciences biologiques mais a fait une pause dans sa vie scolaire quand elle a commencé à travailler comme mannequin. Elle aime les chiens et essaie de faire de son mieux pour aider les chiens errants. L’un de ses objectifs est de fonder une ferme pour les chiens errants.

## Filmographie

### Séries télévisées
- 2017 - 2018: Nouvelle mariée Yeni Gelin (en tant que Bella Bozok), (rôle principal) (64 épisodes)
- 2020 : Maria et Mustafa (en tant que Maria), (rôle principal) (17 épisodes)
- 2022 : Yalnız Kurt (en tant que Meryem), (rôle principal)

### Longs métrages
- 2019 : Dert Bende (en tant que Pelin), (rôle principal) [film]
- 2022 : Katakulli (rôle principal) [film]

## Récompenses
2017 
- Prix de l’Amande d’or : Meilleure actrice (Nouvelle mariée)(Yeni Gelin)
- Prix du Journal Moon Life : Meilleure actrice turque (Nouvelle mariée)(Yeni Gelin)

2018  
- Prix Golden 61 de l’université d’Istanbul : Meilleure actrice turque (Nouvelle mariée)(Yeni Gelin).
- 23. MGD Golden Objective Awards : Meilleure actrice turque de comédie (Nouvelle mariée)(Yeni Gelin)[3].

2019 
- Université d’Okan – Meilleur de l’année : Meilleure actrice étrangère (Nouvelle mariée)(Yeni Gelin).
- Prix de la Palme d’or :  Meilleure actrice turque de comédie (Nouvelle mariée)(Yeni Gelin)[4].